# Collins Park
Collins Park é uma comunidade sem personalidade jurídica do Condado de New Castle, Delaware, Estados Unidos.